# Спомагателен кораб
Спомагателен кораб, също снабдителен кораб или подсигуряващ кораб, е влизащ в състава на военноморския флот (военноморски сили) военноморски или рейдов плавателен съд (кораб), предназначението на който е осигуряване на действията на силите на флота във военно и мирно време. Спомагателните съдове могат да бъдат специално построени за целта или преоборудвани такива кораби или съдове.
Като правило, спомагателните съдове носят флага за спомагателен съд или държавния флаг. Могат да се управляват или от командир (офицер), или капитан от гражданския флот.

## Морски спомагателни съдове
Морските спомагателни съдове се делят на:
1. Съдове за подсигуряване на бойната подготовка, изпитание на оръжието и техниката;
2. Съдове за медицинско подсигуряване, радиационна безопасност и химическа защита;
3. Съдове за навигационно и хидрографско подсигуряване;
4. Транспортни спомагателни съдове;
5. Съдове за аварийно-спасително подсигуряване;
6. Съдове на техническото подсигуряване;
7. Съдове за подсигуряване на базирането на корабите и оборудване на театрите на бойни действия.

Съдовете за подсигуряване на бойната подготовка, изпитание на оръжието и техниката са предназначени за обозначаване на цели при изпълняване на бойните упражнения с използване на оръжие, тренировките на личния състав, провеждането на изпитания на бойните средства, изследването на енергетичните установки, двигателите и конструктивните възли. Към тези съдове се отнасят: учебните съдове, съдовете-мишени и катерите-мишени, катерите – водачи на мишени, опитните съдове и други.
Съдовете за медицинско подсигуряване, радиационна безопасност и химическа защита са предназначени за транспортиране на ранените и поразени членове на личния състав, оказването им на медицинска помощ, дезактивация и дегазация на бойните кораби и съдове. Към тези съдове се отнасят: съдовете болници, санитарните транспорти, съдовете за радиационен контрол, дегазационните съдове, съдовете за радиационно и химическо разузнаване и други.
Съдовете за навигационно и хидрографско подсигуряване са предназначени за извършване на изследвания на световния океан, оборудването на морските и океанските театри на военни действия с навигационните средства за подсигуряване на безопасността на мореплаването. Към тези съдове се отнасят: океанографските съдове, хидрографските съдове, плаващите фарове.
Транспортните спомагателни съдове са предназначени за доставка и предаване на бойните кораби в пунктовете на базиране и в открито море на различни видове оръжие, гориво, вода, продоволствие и други материални средства. Към тези съдове се отнасят: корабите за комплексно снабдяване, морските транспорти на въоръжение, сухогрузните съдове, рефрижераторите, водоналивните съдове, танкерите и други.
Съдовете за аварийно-спасително подсигуряване са предназначени за оказване на помощ на корабите, съдовете и летателните апарати, търпящи бедствие, а също за изпълнение на съдоподемни и подводно-технически работи. Към тези съдове се отнасят спасителните съдове, съдоподемните съдове и други.
Съдовете на техническото подсигуряване са предназначени за провеждане на ремонтно-възстановителни работи на корабите (съдовете) в пунктовете на базиране и в открито море, контролни проверки на състоянието на физичните полета на корабите (съдовете), размагнитването им и решаване на други задачи по техническото им подсигуряване. Към тези съдове се отнасят: плаващите кораборемонтни заводи, плаващите работилници, съдовете за контрол на физически полета на корабите, съдовете за размагнитване и други.
Съдовете за подсигуряване на базирането на корабите и оборудване на театрите са предназначени за подсигуряване на комуникациите на маневрените пунктове за базиране, провеждане на корабите и съдовете през ледове, полагане на подводни кабели, буксировка на корабите (съдовете) и изпълнение на други задачи. Към тези съдове се отнасят: съдовете за свръзка, ледоразбивачите, кабелните съдове, морските буксири.

## Рейдови спомагателни съдове
Основно предназначение на рейдовите спомагателни съдове са снабдяването, ремонта, техническото подсигуряване и осигуряването носенето на службата на корабите в основните им пунктове на базиране, в заливи и на рейдовете. Към рейдовите спомагателни съдове се отнасят:
1. Рейдовите транспортни съдове;
2. Рейдовите съдове и средства за техническо подсигуряване;
3. Рейдовите съдове за подсигуряване базирането на корабите и оборудване на театъра.

Към рейдовите транспортни съдове се отнасят пътническите, маршрутни и работни катери, рейдови баржи, рейдови фериботи; към рейдовите съдове и средства за техническо подсигуряване – рейдовите плаващи работилници, рейдовите съдовете за размагнитване, големите, средните и малките плаващи докове, рейдовите съдове – електростанции и други; към рейдовите съдове за подсигуряване на базирането на корабите и оборудването на театъра – свързочните катери, рейдовите буксири, рейдовите ледоразбивачи, килектори и т.н.